# Sidokumpul (Sambeng)
Sidokumpul is een bestuurslaag in het regentschap Lamongan van de provincie Oost-Java, Indonesië. Sidokumpul telt 2869 inwoners (volkstelling 2010).